# Aneplasa strandi
Aneplasa strandi är en spindelart som beskrevs av Lodovico di Caporiacco 1947. Aneplasa strandi ingår i släktet Aneplasa och familjen plattbuksspindlar. Inga underarter finns listade i Catalogue of Life.